# La Voz de Castilla (1945-1976)
La Voz de Castilla fue un diario español editado en Burgos entre 1945 y 1976.

## Historia
Entre 1910 y 1921 ya se había editado un diario bajo el mismo nombre.
En esta nueva etapa el diario comenzó a editarse con el número cero el 29 de junio de 1945, día de San Pedro y San Pablo, fiestas mayores de la capital burgalesa, por parte de la Jefatura Provincial del Movimiento, ejercida en aquel entonces por el falangista santanderino Manuel Yllera y García de Lago y reapareció el 1 de septiembre de 1945 con el número 1. La Voz de Castilla constituyó el órgano oficial del Movimiento Nacional en la provincia de Burgos. Emilio Rodríguez Tarduchy fue redactor jefe de la publicación.
El diario se integró en la Cadena de Prensa del Movimiento. Su primer director fue el catedrático Demetrio Ramos, colaborando en sus páginas Arturo Seligrat, Valentín Domínguez Isla, César Molinero o Abundio del Moral. En 1946 pasó ser dirigido por el novelista extremeño Pedro de Lorenzo, expulsado a los pocos meses por el gobernador Yllera. Durante los años siguientes se sucedieron varios directores de forma accidentada. A Pedro de Lorenzo le sustituyó Juan Pablo Salinas, que acabaría siendo destituido por el gobernador civil de Burgos, Alejandro Rodríguez de Valcárcel. Posteriormente asumiría la dirección José Sanz Moliner, que sería sustituido en 1953 por Fernando Ramos. Unos meses después, el 1 de enero de 1954 la dirección del diario era asumida por Carmelo Martínez González.
Hacia 1975 la Delegación Nacional de Prensa y Radio tomó la decisión de cerrar los diarios más deficitarios, entre los que figuraba La Voz de Castilla. Este diario se siguió editándose hasta su desaparición el 24 de enero de 1976, en pleno tardofranquismo.

### Operación Pisuerga
Juan José Pradera, delegado de la Prensa del Movimiento y  el escritor Manuel Pombo Angulo, en un intento de hacer viables tres periódicos en bancarrota —Imperio de Zamora, Libertad de Valladolid y la La Voz de Castilla de Burgos— buscaron una fórmula de restricción de gastos: los periódicos se imprimirían en Valladolid con páginas comunes manteniendo unas minúsculas redacciones en Zamora y Burgos.